# Asbij
De asbij (Andrena cineraria) is een bij.
De asbij wordt 13 tot 14 millimeter lang. Het borststuk is grijs met een zwarte band, het achterlijf is zwart met een blauwe glans.
De soort vliegt van halverwege maart tot halverwege juni, met een piek begin april bij de mannetjes en halverwege april bij de vrouwtjes, na als imago te zijn overwinterd. 
Als voedsel worden allerlei gele bloemen gebruikt binnen een straal van zo'n 300 meter van het nest. De nesten zijn 10 tot 22 centimeter diep, en worden niet afgedekt na het verlaten (om te foerageren). De donkere wespbij, de roodharige wespbij en de smalbandwespbij zijn nestparasieten van de asbij. 
De asbij komt voor in een groot deel van het Palearctisch gebied. In Nederland is hij algemeen, alhoewel grote kolonies wel zeldzaam zijn.